# Hotel Jamaica Pegasus
El Hotel Jamaica Pegasus (en inglés: Jamaica Pegasus Hotel) es un hotel en Kingston, la capital de la isla caribeña de Jamaica, ubicado en el Bulevar 81 Knutsford, en el distrito financiero y de negocios de la ciudad. Un punto de referencia indicado, el hotel está a 17 pisos de altura. El hotel, que fue construido en 1973, es también un lugar notable para conferencias y reuniones, exposiciones, bodas y los aniversarios. El hotel dispone de 9 salas de conferencias para estos eventos. El espacio también está afiliado con American Airlines.
El hotel fue el lugar donde se produjo la muerte del entrenador de críquet de Pakistán Bob Woolmer durante la Copa Mundial de Cricket de 2007. Meses de investigación realizada por el Comisionado Adjunto de la Policía de Jamaica Mark Shields y Scotland Yard no lograron llegar a un resultado sobre la causa de la muerte. El jurado convocado para llevar a cabo la investigación sobre la muerte de Woolmer concluyó que no había pruebas suficientes para entregar un veredicto de asesinato o de muerte por causas naturales.[cita requerida]